# 디지털 이미징
디지털 이미징(digital imaging) 또는 디지털 이미지 획득(digital image acquisition)은 물리적인 장면이나 객체의 내부 구조와 같은 객체의 시각적 특성을 디지털 신호로 표현하는 것이다. 이 용어는 종종 그러한 이미지의 처리, 압축, 저장, 인쇄 및 표시를 의미하거나 포함하는 것으로 간주된다. 필름 사진과 같은 아날로그 이미지와 비교하여 디지털 이미지의 핵심적인 장점은 이미지 품질 손실 없이 원본을 무기한으로 디지털적으로 전파할 수 있다는 것이다.
디지털 이미징은 전자기파 또는 기타 파동의 종류에 따라 분류될 수 있으며, 이러한 파동이 물체를 통과하거나 물체에서 반사될 때 가변적인 감쇠를 통해 영상을 구성하는 정보를 전달한다. 모든 종류의 디지털 이미징에서 정보는 이미지 센서에 의해 디지털 신호로 변환되고 컴퓨터에 의해 처리되어 가시광선 이미지로 출력된다. 예를 들어, 가시광선 매체는 다양한 종류의 디지털 카메라 (디지털 비디오 카메라 포함)를 이용한 디지털 사진 촬영(디지털 비디오 촬영 포함)을 가능하게 한다. 엑스선은 디지털 엑스선 이미징(디지털 방사선 촬영, 형광투시, CT)을 가능하게 하며, 감마선은 디지털 감마선 이미징(디지털 섬광조영술, SPECT, PET)을 가능하게 한다. 소리는 의료 초음파와 같은 초음파 촬영과 소나를 가능하게 하며, 전파는 레이더를 가능하게 한다. 디지털 이미징은 소프트웨어를 이용한 이미지 분석은 물론 이미지 편집 (이미지 조작 포함)에도 잘 적용된다.

## 역사
디지털 이미징 이전, 최초의 사진인 그라의 창문에서 바라본 조망은 1826년 프랑스인 조제프 니세포르 니에프스에 의해 제작되었다. 조제프는 28세 때 형 클로드와 함께 빛으로 이미지를 재현할 가능성에 대해 논의하고 있었다. 그의 새로운 혁신에 대한 관심은 1816년에 시작되었다. 그는 사실 보트용 엔진을 만드는 데 더 관심이 있었다. 조제프와 그의 형은 한동안 그것에 집중했고, 클로드는 성공적으로 자신의 혁신을 영국으로 진출시켰다. 조제프는 사진에 집중할 수 있었고 마침내 1826년에 창문 너머의 풍경을 담은 첫 사진을 제작할 수 있었다. 이 사진은 8시간 이상의 빛 노출이 필요했다.
최초의 디지털 이미지는 1920년 바틀레인 케이블 사진 전송 시스템에 의해 제작되었다. 영국의 발명가 해리 G. 바르톨로뮤와 메이나드 D. 맥파레인이 이 방법을 개발했다. 이 과정은 "다양한 시간 동안 노출되어 다양한 밀도를 생성하는 아연판에 일련의 네거티브를 만드는 것"으로 구성되었다. 바틀레인 케이블 사진 전송 시스템은 송신기와 수신기 양쪽에서 펀칭된 데이터 카드 또는 테이프를 생성하여 이미지로 재구성했다.
1957년 러셀 A. 키르슈는 컴퓨터에 저장될 수 있는 디지털 데이터를 생성하는 장치를 만들었는데, 이 장치는 드럼 스캐너와 광전자증배관을 사용했다.
디지털 이미징은 주로 필름 카메라의 운영상 약점을 피하기 위해 1960년대와 1970년대에 개발되었으며, KH-11 프로그램을 포함한 과학 및 군사 임무에 사용되었다. 이후 수십 년 동안 디지털 기술이 저렴해지면서 많은 목적으로 기존 필름 방식을 대체하게 되었다.
1960년대 초, 해군 항공기의 탑재 비파괴 검사를 위한 작고 가벼운 휴대용 장비를 개발하면서, 당시 캘리포니아 엘 세군도에 위치한 오토메이션 인더스트리(Automation Industries, Inc.)의 프레데릭 G. 웨이하트와 제임스 F. 맥널티 (미국 라디오 엔지니어)는 실시간으로 디지털 이미지를 생성하는 최초의 장치를 공동 발명했으며, 이 이미지는 형광 투시 디지털 방사선 사진이었다. 정사각형 파형 신호는 형광 스크린에서 감지되어 이미지를 생성했다.

### 디지털 이미지 센서
전하결합소자는 1969년 벨 연구소에서 윌러드 S. 보일과 조지 E. 스미스에 의해 발명되었다. 그들은 MOS 기술을 연구하면서 전하가 자기 거품의 유사체이며 작은 MOS 축전기에 저장될 수 있다는 것을 깨달았다. MOS 축전기 시리즈를 한 줄로 제작하는 것이 상당히 간단했기 때문에, 그들은 전하가 다음 축전기로 단계적으로 이동할 수 있도록 적절한 전압을 연결했다. CCD는 이후 텔레비전 방송을 위한 최초의 디지털 비디오 카메라에 사용된 반도체 회로이다.
초기 CCD 센서는 셔터 지연으로 어려움을 겪었다. 이는 핀드 포토다이오드(PPD)의 발명으로 크게 해결되었다. 이는 1980년 NEC의 데라니시 노부카즈, 시라키 히로미츠, 이시하라 야스오에 의해 발명되었다. 이는 낮은 지연, 낮은 노이즈, 높은 양자효율, 낮은 암전류를 가진 광검출기 구조였다. 1987년 PPD는 대부분의 CCD 장치에 통합되기 시작하여 소비자 가전 비디오 카메라와 디지털 스틸 카메라의 고정 장치가 되었다. 그 이후 PPD는 거의 모든 CCD 센서와 CMOS 센서에 사용되었다.
NMOS 액티브 픽셀 센서(APS)는 1980년대 중반 일본의 올림푸스에서 발명되었다. 이는 MOS 반도체 제조의 발전으로 MOSFET 스케일링이 더 작은 마이크론 및 서브마이크론 수준에 도달하면서 가능해졌다. NMOS APS는 1985년 올림푸스의 나카무라 쓰토무 팀에 의해 제작되었다. CMOS 액티브 픽셀 센서(CMOS 센서)는 이후 미국 항공 우주국의 제트추진연구소의 에릭 포섬 팀에 의해 1993년에 개발되었다. 2007년까지 CMOS 센서의 판매량은 CCD 센서를 능가했다.

### 디지털 이미지 압축
디지털 이미지 압축 기술의 중요한 발전은 이산 코사인 변환 (DCT)이었다. DCT 압축은 1992년 공동 사진 전문가 그룹이 도입한 JPEG에서 사용된다. JPEG는 이미지를 훨씬 작은 파일 크기로 압축하며, 인터넷에서 가장 널리 사용되는 이미지 파일 형식이 되었다.

### 디지털 카메라
이러한 다양한 스캐닝 아이디어는 디지털 카메라의 초기 설계의 기반이 되었다. 초기 카메라는 이미지를 캡처하는 데 오랜 시간이 걸렸고 소비자용으로는 부적합했다. 전하결합소자(CCD)가 채택된 후에야 디지털 카메라가 비약적인 발전을 이루었다. CCD는 1980년대 망원경과 최초의 흑백 디지털 카메라에 사용된 이미징 시스템의 일부가 되었다. 색상은 결국 CCD에 추가되었고 오늘날 카메라의 일반적인 기능이다.

## 변화하는 환경
디지털 이미징 분야에서 큰 발전이 이루어졌다. 네거티브 필름과 노출은 많은 사람들에게 생소한 개념이며, 1920년에 만들어진 최초의 디지털 이미지는 결국 더 저렴한 장비, 점점 더 강력하면서도 간단한 소프트웨어, 그리고 인터넷의 성장을 이끌었다.
디지털 이미징과 관련된 물리적 장비 및 하드웨어의 끊임없는 발전과 생산은 이 분야를 둘러싼 환경에 영향을 미쳤다. 카메라와 웹캠부터 프린터와 스캐너에 이르기까지 하드웨어는 더욱 세련되고 얇고 빠르며 저렴해지고 있다. 장비 비용이 감소함에 따라 새로운 애호가 시장이 확대되어 더 많은 소비자가 자신만의 이미지를 만드는 스릴을 경험할 수 있게 되었다.
일상적인 개인용 노트북, 가족용 데스크톱, 회사 컴퓨터는 사진 소프트웨어를 처리할 수 있다. 우리 컴퓨터는 어떤 종류의 프로그램, 특히 디지털 이미징 소프트웨어를 실행할 수 있는 용량이 증가하면서 더욱 강력한 기계가 되었다. 그리고 그 소프트웨어는 빠르게 더 똑똑하고 간단해지고 있다. 오늘날 프로그램의 기능은 정밀한 편집 및 3D 이미지 렌더링 수준에 도달하지만, 사용자 인터페이스는 고급 사용자뿐만 아니라 초보 팬에게도 친숙하도록 설계되었다.
인터넷을 통해 디지털 사진과 그래픽을 편집, 보고, 공유할 수 있다. 웹을 빠르게 둘러보면 신진 예술가들의 그래픽 작품, 전 세계의 뉴스 사진, 신제품 및 서비스의 기업 이미지 등 다양한 정보를 쉽게 찾을 수 있다. 인터넷은 디지털 이미징 성장을 촉진하는 촉매제임을 분명히 입증했다.
온라인 사진 공유는 사진과 사진작가에 대한 우리의 이해를 변화시킨다. 플리커, 셔터플라이, 인스타그램과 같은 온라인 사이트는 아마추어든 전문가든 수십억 명이 자신의 사진을 공유할 수 있는 기능을 제공한다. 사진은 소통과 공유의 사치스러운 매체에서 시간의 찰나적인 순간으로 바뀌었다. 주제도 바뀌었다. 사진은 주로 사람과 가족을 찍는 데 사용되었다. 이제 우리는 모든 것을 찍는다. 우리는 손가락 터치 한 번으로 우리의 하루를 기록하고 모든 사람과 공유할 수 있다.
1826년 니에프스는 빛을 이용해 이미지를 재현하는 사진을 처음으로 개발했으며, 사진 기술은 수년 동안 비약적으로 발전했다. 1800년대 초와 1900년대 초에는 영구적인 사진의 비용이 소비자나 제작자에게 높이 평가되고 감사되었지만, 이제는 모든 사람이 저마다의 방식으로 사진작가가 되었다. 디지털 카메라가 우리를 변화시킨 다섯 가지 방식에 대한 잡지 기사에 따르면 다음과 같이 언급되어 있다. "전문 사진작가에게 미친 영향은 엄청났다. 한때 사진작가는 거의 확실하게 성공할 것이라고 확신하지 않는 한 사진을 낭비하지 않았다. 디지털 이미징(사진)의 사용은 수년 동안 우리가 환경과 상호 작용하는 방식을 변화시켰다. 세상의 일부는 지속적인 기억의 시각적 상상을 통해 다르게 경험되며, 이는 직접적인 상호 작용 없이 전 세계 친구, 가족, 사랑하는 사람들과 소통하는 새로운 형태가 되었다. 사진을 통해 이전에 본 적 없는 사람들을 쉽게 볼 수 있고, 그들이 주변에 없더라도 그들의 존재를 느낄 수 있다. 예를 들어, 인스타그램은 누구든지 원하는 것을 촬영하고 편집하며 친구나 가족과 사진을 공유할 수 있는 소셜 미디어의 한 형태이다. 페이스북, 스냅샷, 바인, 트위터 또한 사람들이 말 없이 또는 거의 말 없이 자신을 표현하고 중요한 모든 순간을 포착할 수 있는 방법이다. 포착하기 어려웠던 지속적인 기억은 이제 누구나 휴대폰이나 노트북으로 사진을 찍고 편집할 수 있게 되면서 쉬워졌다. 사진은 새로운 소통 방식이 되었고 시간이 지남에 따라 빠르게 증가하고 있으며, 이는 우리 주변의 세상에 영향을 미쳤다."
배이지, 메인즈, 프랜시스, 멜버른이 수행한 연구에 따르면 수업에서 사용된 그림은 학생들의 실험 보고서, 실험에 대한 관점, 흥미, 학습 시간 효율성 등 하위 내용에 상당한 부정적인 영향을 미 미쳤다. 문서 스타일 학습은 이러한 영역에서 학생들에게 유의미한 영향을 미치지 않았다. 또한 그는 학생들이 디지털 이미징을 사용할 때 더 동기 부여되고 학습에 흥미를 느꼈다는 것을 발견했다.

## 분야별 발전
교육 분야.
- 디지털 프로젝터, 스크린, 그래픽이 교실에 보급되면서 교사와 학생 모두 증가된 편의성과 소통의 이점을 누리고 있지만, 도난이 학교에서 흔한 문제가 될 수 있다.[23] 또한, 젊은 전문가들에게 기본적인 디지털 이미징 교육을 습득하는 것이 점점 더 중요해지고 있다. 웨스턴 워싱턴 대학교의 디자인 생산 전문가인 리드는 "디지털 개념을 사용하여 학생들이 21세기 주요 산업 중 하나에서 발견되는 흥미롭고 보람 있는 기술에 익숙해지도록"하는 중요성을 강조했다.[24]

의학촬영 분야
- 질병 진단 및 치료를 돕는 디지털 이미징의 한 분야는 빠른 속도로 성장하고 있다. 미국 소아과 학회의 최근 연구에 따르면, 충수염이 있을 수 있는 어린이의 적절한 이미징은 필요한 맹장절제술의 양을 줄일 수 있다고 한다. 추가적인 발전에는 뇌, 폐, 힘줄 및 기타 신체 부위의 놀랍도록 상세하고 정확한 이미징이 포함되며, 이러한 이미지는 의료 전문가가 환자에게 더 나은 서비스를 제공하는 데 사용될 수 있다.[25]
- Vidar에 따르면, 더 많은 국가가 이 새로운 이미지 캡처 방식을 채택함에 따라 의료 분야의 이미지 디지털화는 환자와 의료진 모두에게 점점 더 유익한 것으로 나타났다. 종이 없는 환경으로 전환하고 디지털화를 향해 나아가는 긍정적인 파급 효과에는 의료 비용의 전반적인 절감과 이러한 이미지에 대한 전 세계적, 실시간 접근성 증가가 포함된다.
- 현재 우리가 알고 있는 의료계를 변화시키고 있는 DICOM(Digital Imaging in Communications and Medicine)이라는 프로그램이 있다. DICOM은 앞서 언급한 내부 장기의 고품질 이미지를 촬영하는 시스템일 뿐만 아니라, 그 이미지를 처리하는 데에도 유용하다. 이는 환자의 편안함과 이해를 위해 이미지 처리, 공유 및 분석을 통합하는 보편적인 시스템이다. 이 서비스는 모든 것을 포괄하며 필수 요소가 되어가고 있다.[26]

기술 분야에서 디지털 화상 처리는 현대 기술 발전을 고려할 때 아날로그 화상 처리보다 더 유용해졌다.
- 이미지 선명화 및 복원 –
  - 이미지 선명화 및 복원은 현대 카메라로 촬영된 이미지를 개선하거나 원하는 결과물을 얻기 위해 조작하는 과정이다. 여기에는 확대, 흐림, 선명화, 회색조를 색으로 변환, 이미지 복구, 이미지 식별 과정이 포함된다.
- 얼굴 인식 –
  - 얼굴 인식은 임의의 디지털 이미지에서 사람 얼굴의 위치와 크기를 결정하는 PC 기술이다. 얼굴 특징을 식별하고 구조물, 나무, 신체 등 다른 모든 것을 무시한다.
- 원격 탐지 –
  - 원격 탐지는 물체와 실질적으로 또는 밀접하게 접촉하지 않는 기록 또는 실시간 감지 장치를 사용하여 물체 또는 사건에 대한 소규모 또는 대규모 정보 획득이다. 실제로 원격 탐지는 특정 물체 또는 위치에 대한 정보를 수집하기 위한 다양한 장치를 사용하는 대면 수집이다.
- 패턴 탐지 –
  - 패턴 탐지는 영상 처리 연구 또는 조사이다. 패턴 탐지에서는 영상 처리가 이미지에서 요소를 식별하는 데 사용된 다음, 기계 학습이 패턴의 변화에 대해 시스템을 교육하는 데 사용된다. 패턴 탐지는 컴퓨터 지원 분석, 서예 감지, 이미지 식별 등에 사용된다.
- 컬러 처리 –
  - 컬러 처리는 컬러 이미지와 사용되는 다양한 색상 위치의 처리를 포함한다. 또한 컬러 이미지의 전송, 저장 및 인코딩에 대한 연구도 포함된다.

## 증강 현실
DIAR (Digital Imaging for Augmented Reality)는 증강 현실 (AR) 기술의 더 넓은 맥락에서 포괄적인 분야이다. 증강 현실 환경에서 사용될 디지털 이미지의 생성, 조작 및 해석을 포함한다. DIAR는 사용자 경험을 향상시키고 디지털 정보의 현실적인 오버레이를 실제 세계에 제공함으로써 물리적 영역과 가상 영역 사이의 격차를 해소하는 데 중요한 역할을 한다.
DIAR는 엔터테인먼트, 교육, 의료, 군사, 소매 등 다양한 분야에서 활용된다. 엔터테인먼트에서는 DIAR를 사용하여 몰입감 있는 게임 경험과 인터랙티브 영화를 제작한다. 교육에서는 더욱 몰입감 있는 학습 환경을 제공하며, 의료에서는 복잡한 수술을 지원한다. 군대는 훈련 목적 및 전장 시각화에 DIAR를 사용한다. 소매에서는 고객이 구매하기 전에 옷을 가상으로 입어보거나 집안에 가구를 시각화할 수 있다.
기술의 지속적인 발전과 함께 DIAR의 미래는 더욱 현실적인 오버레이, 향상된 3D 객체 모델링, 그리고 사물 인터넷(IoT)과의 원활한 통합을 목격할 것으로 예상된다. DIAR 시스템에 촉각 피드백을 통합하면 시각적 오버레이에 촉각을 더함으로써 사용자 경험을 더욱 향상시킬 수 있다. 또한 인공지능과 머신러닝의 발전은 오버레이된 디지털 이미지의 맥락 적절성과 사실성을 더욱 개선할 것으로 기대된다.

## 이론적 응용
오늘날 기술 사회에서 이론은 빠르게 현실이 되고 있지만, 디지털 이미징의 가능성은 무궁무진하다. 아직 개발 중인 주요 응용 분야 중 하나는 아동 안전 및 보호이다. 우리는 디지털 이미징을 사용하여 아이들을 더 잘 보호할 수 있을까? 코닥의 KIDS(Kids Identification Digital Software) 프로그램이 그 질문에 답할 수 있을지도 모른다. 초기 단계에는 의료 비상사태나 범죄 발생 시 유용할 학생 신분증 사진을 수집하는 데 사용될 디지털 이미징 키트가 포함된다. 이러한 응용 프로그램의 더욱 강력하고 고급 버전은 계속 개발 중이며, 향상된 기능이 지속적으로 테스트되고 추가되고 있다.
그러나 이러한 데이터베이스의 이점을 보는 것은 부모와 학교뿐만이 아니다. 경찰서, 주 범죄 연구소, 심지어 연방 수사국과 같은 형사 수사 기관도 지문과 증거를 분석하고 체포를 하며 안전한 지역사회를 유지하는 데 디지털 이미징의 중요성을 깨달았다. 디지털 이미징 분야가 발전함에 따라 공공을 보호하는 우리의 능력 또한 발전한다.
디지털 이미징은 특히 휴대폰으로 촬영된 이미지의 소셜 미디어 측면을 언급할 때 사회적 현존감 이론과 밀접하게 관련될 수 있다. 사회적 현존감 이론에는 여러 가지 정의가 있지만, "사람들이 실제처럼 인식되는 정도"(Gunawardena, 1995)와 "자신을 사회적, 감정적으로 실제 사람으로 투영할 수 있는 능력"(Garrison, 2000)이라는 두 가지 정의가 이 이론을 명확하게 정의한다. 디지털 이미징은 자신의 사회생활을 이미지를 통해 나타내어 가상 세계에 자신의 현존감을 부여할 수 있게 한다. 이러한 이미지의 현존은 타인에게 자신을 확장하는 역할을 하여, 자신이 무엇을 하고 누구와 함께 있는지에 대한 디지털 표현을 제공한다. 휴대폰 카메라의 디지털 이미징은 소셜 미디어 친구들과의 현존 효과를 촉진하는 데 도움이 된다. 알렉산더(Alexander, 2012)는 "현존과 표현은 이미지에 대한 우리의 성찰에 깊이 새겨져 있다... 물론 이것은 변형된 현존이다... 아무도 이미지를 표현 현실과 혼동하지 않는다. 그러나 우리는 그 표현에 사로잡히는 것을 허용하며, 오직 그 '표현'만이 부재자의 생생함을 믿을 수 있는 방식으로 보여줄 수 있다"고 말한다. 따라서 디지털 이미징은 우리의 사회적 현존감을 반영할 수 있는 방식으로 자신을 표현할 수 있게 한다.
사진은 특정 순간을 시각적으로 포착하는 데 사용되는 매체이다. 사진을 통해 우리 문화는 정보(외모 등)를 왜곡 없이 또는 거의 없이 전송할 기회를 얻었다. 미디어 풍부성 이론은 손실이나 왜곡 없이 정보를 전달하는 매체의 능력을 설명하는 틀을 제공한다. 이 이론은 통신 기술에서 인간 행동을 이해할 기회를 제공했다.
Daft와 Lengel(1984, 1986)이 쓴 기사에는 다음과 같이 명시되어 있다.
통신 매체는 풍부함의 연속체에 속한다. 매체의 풍부함은 네 가지 측면을 포함한다. 질문을 하고 답변할 수 있도록 하는 즉각적인 피드백의 가용성, 물리적 현존, 목소리 억양, 몸짓, 단어, 숫자 및 그래픽 기호와 같은 여러 단서의 사용, 광범위한 개념과 아이디어에 대한 이해를 전달하는 데 사용할 수 있는 자연어의 사용, 그리고 매체의 개인적인 초점(83페이지)이다.
매체가 정확한 외모, 사회적 단서 및 기타 특성을 더 많이 전달할 수록 더 풍부해진다. 사진은 우리가 소통하는 방식의 자연스러운 부분이 되었다. 예를 들어, 대부분의 휴대폰은 문자 메시지로 사진을 보낼 수 있는 기능을 가지고 있다. Snapchat과 Vine 앱은 소통을 위한 인기 앱이 되었다. Instagram과 Facebook과 같은 사이트도 정보를 재현하는 능력 때문에 사용자들에게 더 깊은 수준의 풍부함을 제공했다. Sheer, V. C. (2011년 1월–3월). 청소년의 MSN 기능 사용, 토론 주제 및 온라인 우정 발전: 미디어 풍부성과 커뮤니케이션 제어의 영향. Communication Quarterly, 59(1).

## 방법
디지털 사진은 디지털 카메라 또는 유사한 장치로 물리적인 장면에서 직접 생성될 수 있다. 또는 사진, 사진 필름 또는 인쇄된 종이와 같은 아날로그 신호 매체의 다른 이미지에서 이미지 스캐너 또는 유사한 장치로 디지털 이미지를 얻을 수도 있다. 단층 촬영 장비, 사이드 스캔 소나 또는 전파 망원경으로 획득한 것과 같은 많은 기술적 이미지들은 실제로는 비이미지 데이터의 복잡한 처리를 통해 얻어진다. 텔레비전 뉴스에서 볼 수 있는 기상 레이더 지도는 흔한 예이다. 아날로그 실제 데이터의 디지털화는 디지털화라고 알려져 있으며, 표본화 (이산화) 및 양자화를 포함한다. 투사 디지털 방사선 촬영 이미징은 이미지를 디지털 형식으로 직접 변환하는 엑스선 탐지기를 통해 수행할 수 있다. 또는 형광체판 방사선 촬영은 이미지를 먼저 감광성 형광체(PSP) 플레이트에 촬영한 다음 광자극 발광이라는 메커니즘으로 스캔한다.
마지막으로, 디지털 이미지는 기하학적 모델이나 수학 공식으로부터 계산될 수도 있다. 이 경우 이미지 합성이라는 이름이 더 적절하며, 흔히 렌더링이라고도 불린다.
디지털 이미지 인증은 의료기관, 법 집행 기관, 보험 회사 등 디지털 이미지 제공자 및 제작자에게 중요한 문제이다. 법의학 사진에서는 디지털 이미지를 분석하여 변조 여부를 판단하는 방법이 등장하고 있다.
이전에는 디지털 이미징이 화학적 및 기계적 과정에 의존했지만, 이제 이 모든 과정은 전자적으로 전환되었다. 디지털 이미징이 발생하려면 몇 가지 단계를 거쳐야 한다. 빛 에너지는 전기 에너지로 변환된다. 수백만 개의 작은 태양 전지로 이루어진 격자를 상상해 보라. 각 조건은 특정 전하를 생성한다. 각 "태양 전지"의 전하는 펌웨어로 전송되고 통신되어 해석된다. 펌웨어는 색상과 다른 빛의 특성을 이해하고 번역하는 역할을 한다. 다음으로 픽셀이 감지되며, 다양한 강도로 다른 색상을 생성하여 그림이나 이미지를 만들어낸다. 마지막으로 펌웨어는 정보를 나중에 재현할 수 있도록 기록한다.

## 장점
디지털 이미징에는 여러 가지 이점이 있다. 첫째, 사진과 문서에 쉽게 접근할 수 있다. 구글은 "세계의 모든 책을 디지털화하겠다"는 사명으로 이 '혁명'의 선두에 서 있다. 이러한 디지털화는 책을 검색 가능하게 만들어 스탠퍼드 대학교와 캘리포니아 대학교 버클리 캠퍼스 등 참여 도서관을 전 세계적으로 접근 가능하게 만들 것이다. 디지털 이미징은 또한 "이미지를 제3자 공급업체, 의뢰 치과 의사, 컨설턴트 및 보험사에 모뎀을 통해 전자적으로 전송할 수 있게" 해주므로 의료계에도 이점을 제공한다. 이 과정은 "화학 처리가 필요하지 않아 환경 친화적"이기도 하다. 디지털 이미징은 또한 역사적, 과학적, 개인적인 삶의 사건을 기록하고 문서화하는 데 자주 사용된다.
사진에도 이점이 존재한다. 디지털 이미징은 원본 이미지와의 물리적 접촉 필요성을 줄여줄 것이다. 더욱이 디지털 이미징은 부분적으로 손상된 사진의 시각적 내용을 재구성할 가능성을 만들어, 원본이 수정되거나 파괴될 가능성을 없앤다. 또한 사진작가들은 "암실에 묶이는 것"에서 해방될 것이고, 촬영에 더 많은 시간을 할애할 수 있으며, 과제를 더 효과적으로 처리할 수 있을 것이다. 디지털 이미징은 "사진작가들이 필름을 사무실로 서둘러 가져갈 필요가 없으므로, 마감일을 맞추면서도 현장에 더 오래 머물 수 있다"는 것을 의미한다.
디지털 사진의 또 다른 장점은 휴대폰 카메라로 확장되었다는 것이다. 우리는 어디든 카메라를 가지고 다닐 수 있으며, 사진을 다른 사람에게 즉시 보낼 수 있다. 젊은 세대의 자기 식별 과정에도 도움이 될 뿐만 아니라 사람들이 사용하기 쉽다.

## 비판
디지털 이미징 비평가들은 몇 가지 부정적인 결과를 지적한다. "독자들에게 더 나은 품질의 이미지를 제공할 수 있는 유연성"이 편집자, 사진작가, 언론인들이 사진을 조작하도록 유혹할 것이라고 말한다. 또한, "사내 사진작가들은 더 이상 포토저널리스트가 아니라 카메라 오퍼레이터가 될 것이다... 편집자들이 '촬영하고 싶은 것'을 결정할 권한을 갖게 되기 때문이다."

## 같이 보기
- 디지털 이미지 모자이크
- 디지털 화상 처리
- 디지털 사진
- 동적 이미징
- 이미지 편집
- 이미지 검색
- 그래픽 파일 형식
- 그래픽 이미지 개발
- 이미징 과학 및 기술 학회, (IS&T)
- 필름 레코더
- 포토플로터